# Antonio Corsano
Antonio Corsano, nome completo Antonio Corsano Leopizzi (Taurisano, 21 marzo 1899 – Roma, 16 giugno 1989), è stato uno storico della filosofia italiano.

## Biografia
Nacque da famiglia della borghesia terriera pugliese e come “ragazzo del ‘99” combatté sul Carso nella prima guerra mondiale, meritandosi una decorazione al valore. Fra i massimi studiosi di Bruno e della filosofia del Rinascimento, docente universitario prima a Napoli e poi a Bari, amico e frequentatore di Benedetto Croce e del suo ambiente culturale, si dedicò esclusivamente alla ricerca scientifica. Non si sottrasse mai al lavoro di organizzatore culturale, con la fondazione della Facoltà di Lettere e Filosofia dell'Università di Bari nel dopoguerra, insieme con il suo grande amico, lo storico della letteratura italiana, Mario Sansone. Nel 1967 creò il Seminario di Storia della Scienza, che diresse fino al 1974. 
Ebbe riconoscimenti sia da Croce che da Gentile, sia da Bottai che dai ministri dell'Italia repubblicana. Corsano amava lavorare in silenzio e lascia 250 pubblicazioni che vanno dal 1923 al 1972 su Giordano Bruno, Ugo Grozio, Giulio Cesare Vanini, Tommaso Campanella, Leibniz e Giambattista Vico. 
Negli ultimi anni della sua lunga vita ottenne vari riconoscimenti, tra cui la cittadinanza onoraria di Nola per i suoi studi su Bruno e la laurea honoris causa dell'Università di Lecce.

## Opere principali
- Il pensiero politico di G. B. Vico, Città di Castello, Il solco, 1923
- Il Pomponazzi nella storia religiosa del Rinascimento, Milano, Società anonima editrice Dante Alighieri, 1935
- Umanesimo e religione in G. B. Vico,[1] Bari, Laterza, 1935
- Il pensiero religioso italiano dall'umanesimo al giurisdizionalismo,[2] Bari, Laterza, 1937
- Il pensiero di Giordano Bruno nel suo svolgimento storico, Firenze, Sansoni, 1940
- Ugo Grozio: l'umanista, il teologo, il giurista, Bari, Laterza, 1948
- Giambattista Vico, Bari, Laterza, 1956
- Studi sul pensiero del tardo Rinascimento, Firenze, Sansoni, 1958
- Tommaso Campanella, Bari, Laterza, 1961
- Bayle, Leibniz e la storia, Napoli, Guida, 1971
- Opere scelte, 6 volumi, Galatina, Congedo, 1999